# Дангауэровский путепровод
Данга́уэровский путепрово́д — автомобильно-пешеходный путепровод в Москве на Шоссе Энтузиастов. Проходит над железнодорожными путями Казанского и Рязанского направления Московской железной дороги (I, II и IV главные пути). Пролётные строения выполнены из сталежелезобетонных конструкций.
Название получил по находившемуся вблизи Дангауэровскому городку.

## История
Путепровод был сооружён в 1912 году. Реконструирован в 1951—1952 годах (инженер С. М. Воронин, архитектор Ю. И. Гольцев) и в 1964 году (архитектор З. В. Фрейдина).